# Mondial Air Ballons

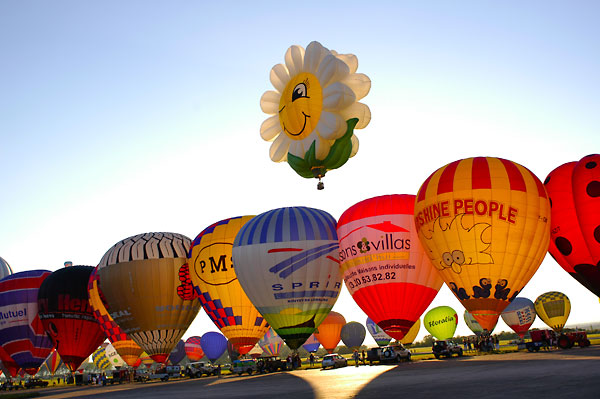
Massenstart

Mondial Air Ballons ist das größte europäische Ballonfestival und eines der größten der Welt. Es findet alle zwei Jahre auf dem Flugplatz Chambley-Bussières in der Region Grand Est in Frankreich statt.
Das Festival wurde 1989 von Philippe Buron-Pilâtre gegründet. Üblicherweise sind 800 bis 1000 Heißluftballons zugegen, Piloten aus über 50 Staaten und bis zu 400.000 Zuschauer bei freiem Eintritt. 2017 wurde der Weltrekord mit dem größten Heißluftballon-Massenstart mit 456 Ballons erzielt.